# Jean-Louis de Lamezan de Salin
Jean-Louis de Lamezan de Salin est un homme politique français né le 1er avril 1787 à Mauvezin (Haute-Garonne) et mort le 6 février 1875.

## Biographie
Entré à l'école Polytechnique en 1805, il est lieutenant de génie en 1809. Après les batailles d'Essling et de Wagram, il sert en Espagne puis en Russie. Il est créé baron d'Empire en 1814. En 1815, il est ingénieur en chef de la maison militaire du roi. Il est député du Gers de 1827 à 1831, siégeant au centre droit et conseiller général.

## Sources
- « Jean-Louis de Lamezan de Salin », dans Adolphe Robert et Gaston Cougny, Dictionnaire des parlementaires français, Edgar Bourloton, 1889-1891 [détail de l’édition]